# Sasha Johnson
Sasha Johnson (nascuda l'any 1993/94) és una activista britànica del moviment Black Lives Matter i política del partit polític Taking The Iniciative (Prendre La Iniciativa o TTIP per les seves sigles en anglès). Llicenciada a l'Oxford Brookes University, s'ha implicat en les campanyes Rhodes Must Fall (Rhodes Ha de Caure, en referència a l'estàtua del colonitzador Cecil Rhodes), Black Lives Matter i en les protestes Kill the Bill, contra una llei del Parlament Britànic. El 23 de maig de 2021, li van disparar un tret al cap.

## Joventut
Johnson es va graduar d'un grau en Assistència Social a l'Oxford Brookes University. Durant el seu temps a Oxford, va rebre el sobrenom de "la Pantera Negra d'Oxford ". Johnson va ser voluntària d'iniciatives de seguretat alimentària. Treballa en el suport de la comunitat i com a treballadora de joventut.

## Activisme
Johnson va participar en la campanya d'Oxford Rhodes Must Fall. Va participar també en les protestes de Black Lives Matter de 2020. En resposta de la contra-protesta de l'extrema dreta que tenia la intenció declarada de protegir els memorials de guerra, Johnson va afirmar a The Guardian: "Se'ns presenta com a brètols quan els veritables brètols són els que protegeixen aquests memorials. I quan van beguts, pixen sobre aquests memorials." L'agost de 2020, Johnson va ser una organitzadora de la Million People March (Marxa del Milió de Persones), un manifestació anti-racista a Londres en què hi van assistir al voltant de 400 persones. Al març de 2021, Johnson va co-signar una declaració que al·legava que la policia feia seguiments especials a alguns manifestants negres que havien participat en les protestes de Black Lives Matter de 2020 amb noms i cognoms, arribant a fer repetides trucades telefòniques, per tal de dissuadir-los de comprometre's en les protestes de la campanya Kill the Bill.
A l'estiu de 2020, Johnson es va implicar en la creació de Taking the Initiative Party (TTIP); i forma part del Comitè de Lideratge Executiu. Sky News va informar que el partit va ser registrat a la Comissió Electoral al voltant del 2017. El partit dona suport al moviment decentralitzat Black Lives Matter però no està afiliat a l'organització específica Black Lives Matter Global Network Foundation. Tot i que el partit va considerar presentar-se a les eleccions municipals de Londres del 2021 (en un principi, planificades per l'any 2020) sota el nom "Black Lives Matter for the GLA", els seus primers candidats van participar en les eleccions locals britàniques del maig de 2021.

## Tiroteig
El 23 de maig de 2021, Johnson va ser disparada al cap. La Policia Metropolitana va ser notificada de l'incident a Peckham, Londres, al voltant de les 3 de la matinada. Johnson anteriorment havia rebut nombroses amenaces de mort pel seu activisme. Segons un amic seu, Johnson no va ser l'objectiu del tiroteig. Un portaveu policial va dir unes quantes hores més tard que la investigació es trobava en una primera etapa, que les amenaces fetes abans del tiroteig no eren creïbles i que encara no s'havia detingut ningú per l'incident. Johnson es troba actualment en una condició crítica.

## Vida personal
Diferents mitjans de comunicació han informat que Johnson té o bé dos o tres fills, a causa de versions en que no encaixen del partit TTIP.